# Eufòria 1
Eufòria 1 fou la primera temporada del concurs de talents musicals Eufòria. Es va emetre per primera vegada el 3 de març al 24 de juny de 2022 per TV3, amb una participació prevista de 15 cantants, que al final en van ser 16.
La Mariona Escoda en va ser la guanyadora i va rebre com a premis: un contracte discogràfic amb Música Global per a iniciar una carrera artística professional, que es va efectuar el 18 de juliol; acompanyar en Miki Núñez a la cançó d'estiu de TV3, amb la cançó «Llums de mitjanit»; i participar en el disc de La Marató de TV3. Per altra banda, el subcampió del programa, en «Triquell», va anunciar aquell mateix estiu que publicaria un àlbum amb el segell discogràfic Halley Records i que el 13 de maig de 2023, en ocasió del festival Guitar BCN, faria la presentació de la primera cançó. Així mateix, i de la mà d'altres finalistes com la Llum, l'Scorpio i l'Edu, van cloure la 15a edició del festival Sons del Món de Roses, el 7 d'agost.

## Càsting
El procés de selecció d'aspirants a aconseguir un contracte discogràfic va ser molt ampli. Segons va explicar el director del programa, consistia en dues fases. A la primera detallà que «s'hi van presentar 1 500 persones i en vam seleccionar 90, 20 més de les que teníem previstes, però vam ser incapaços de reduir aquest nombre, pel gran nivell que tenien». En canvi, a la segona, declarà que «els coaches van estar tres dies amb els concursants i els van posar a prova», de manera que «van passar de 90 a 40 el primer dia, el segon en van restar 25, i d'aquí en van sortir els 15 definitius [tot i que finalment en van ser 16]».

## Concursants
Els cantants de la primera edició foren els 16 següents (tot i que en un principi n'havien de ser 15):
- Mariona Escoda (20 anys, Valls):[10] rebé formació de música clàssica, ha cantat en la coral Cors Alegres de Valls i estudia logopèdia. Va ser la guanyadora amb el 61 % dels vots.[11]
- Cesc Fuentes («Triquell») (21 anys, Sant Quirze del Vallès):[12] treballava com a professor d'anglès, vol dedicar-se a la producció i composició musical. Va ser el segon classificat amb un 39 % dels vots.[11]
- Núria López (26 anys, Olot): treballava en un restaurant familiar i compta amb estudis de turisme. Estudia arts escèniques a l'escola Aules de Barcelona. En la primera ronda de votacions de la Gala Final va aconseguir el 25 % dels vots, en enfront del 75 % de la Mariona i en Triquell. Per tant, va ser la tercera classificada del programa.[13]
- Pedro da Costa (25 anys, Campo Grande, Brasil): nascut el 1997[14] i resident a Sant Fruitós de Bages, treballa com a electricista i estudia robòtica.[15][16] En la segona semifinal va ser eliminat amb un 29 % dels vots en la segona ronda de votacions.
- Edu Esteve (29 anys, Badalona): després de dedicar-se a la publicitat i al màrqueting, ha fet al pas a la música.[17] Va ser el novè expulsat durant la sisena gala amb un 34 % dels vots i va ser repescat a la gala 7 amb un 44 % dels vots a la segona ronda de votacions.[18] En la segona semifinal va ser eliminat amb un 25 % dels vots en la segona ronda de votacions.
- Clara Sánchez («Scorpio») (20 anys, Barcelona):[19] treballava en una cadena de menjar ràpid. Després de convertir-se en semifinalista a la gala 10, va ser la tretzena persona expulsada amb un 37 % dels vots a la primera semifinal.[11]
- Clàudia Xiva (19 anys, Amposta):[20] estudiant de Publicitat i Relacions Públiques, amb família de músics.[21] Va ser la cinquena persona expulsada durant la segona gala amb un 48 % dels vots i va ser repescada a la gala 7 amb un 25 % dels vots a la segona ronda de votacions. Després de salvar-se dues gales després de ser repescada i de ser candidata a favorita a la gala 9, vas ser expulsada per segona vegada amb el 27 % dels vots a una passa de convertir-se en semifinalista. Així doncs, va ser el dotzè expulsat del programa.[18]
- Joan Liaño (19 anys, Granollers): ha rebut classes de teatre musical i de tècnica vocal. El 2021 va ser un dels tres finalistes de la primera edició d'Objectiu Paki, un programa musical de RTV Cardedeu.[22] Va treballar de monitor de patinatge i de manicura abans d'entrar a participar en el concurs. Va ser l'onzè expulsat amb un 25 % dels vots, el percentatge més baix fins al moment en les nominacions.[23]
- Estela Rodríguez (25 anys, Ripollet): va estudiar estètica i perruqueria, ha deixat la xarcuteria on treballava per a provar sort en el programa.[24][11] Va ser la desena persona expulsada amb el 48 % dels vots a la següent gala després de la repesca.[cal citació]
- Chung-Man Kim (27 anys, Premià de Mar): d'origen sud-coreà, és un amant del k-hip-hop i de la música urbana. A part d'estudiar producció musical, treballa al negoci familiar. Un restaurant de menjar coreà per a emportar-se.[25] Va ser el vuitè expulsat durant la cinquena gala amb un 33 % dels vots.
- Llum (18 anys, Mataró): ha estudiat moda i música electrònica i es forma en teatre musical.[26] Es defineix com a persona de gènere no binari.[11] Va ser la setena persona expulsada durant la quarta gala amb un 44 % dels vots.
- Laura Gibert (16 anys, Lloret de Mar):[27] és professora de balls llatins i estudia un grau en balls i arts escèniques.[28] Va ser la sisena persona expulsada durant la tercera gala amb un 37 % dels vots.[29]
- Nerea Royo (20 anys, Malgrat de Mar):[30] va ser el quart expulsat en la primera gala, amb el 16 % dels vots entre els sis concursants de la «zona de perill».[11]
- Alvert Martos (20 anys, Mataró):[31] va ser el tercer expulsat en la primera gala, amb el 14 % dels vots entre els sis concursants de la «zona de perill».[11]
- Pep Muntanyola (23 anys, Barcelona):[32] va ser el segon expulsat en la primera gala, amb el 13 % dels vots entre els sis concursants de la «zona de perill».[11]
- Looa Ansa (17 anys, Premià de Mar): es presenta com a feminista i activista.[33] Va ser la primera expulsada en la primera gala, amb el 12 % dels vots entre els sis concursants de la «zona de perill».[11]

## Estadístiques setmanals
|           | Gala 1  | Gala 2   | Gala 3  | Gala 4   | Gala 5   | Gala 6   | Gala 7 Repesca | Gala 8  | Gala 9    | Gala 10       | Gala 11 Primera Semifinal | Gala 11 Primera Semifinal | Gala 12 Segona Semifinal | Gala 12 Segona Semifinal | Gala 12 Segona Semifinal | Gala 12 Segona Semifinal | Gala Final |
| --------- | ------- | -------- | ------- | -------- | -------- | -------- | -------------- | ------- | --------- | ------------- | ------------------------- | ------------------------- | ------------------------ | ------------------------ | ------------------------ | ------------------------ | ---------- |
| Mariona   | Salvada | Salvada  | Salvada | Favorita | Salvada  | Favorita | Exempta        | Salvada | Favorita* | Semifinalista | Semifinalista             | Salvada                   | 47%                      | Finalista                | Finalista                | Finalista                | 61%        |
| Triquell  | Perill  | Salvat   | Salvat  | Salvat   | Perill º | Perill   | Exempt         | Favorit | Salvat    | Favorit       | Semifinalista             | Favorit*                  | Finalista                | Finalista                | Finalista                | Finalista                | 39%        |
| Núria     | Salvada | Salvada  | Salvada | Perill   | Favorita | 66%      | Exempta        | Salvada | Salvada   | Salvada       | Semifinalista             | 63%                       | 24%                      | 46%                      | Finalista                | Finalista                | 25%        |
| Pedro     | Salvat  | Salvat   | Salvat  | Salvat   | Salvat   | Salvat   | Exempt         | Salvat  | Perill º  | 73%           | Semifinalista             | Salvat                    | 15%                      | 29%                      | 29%                      | 29%                      |            |
| Edu       | Perill  | Salvat   | Favorit | Salvat   | Salvat   | 34%      | 44%            | Salvat  | 75%       | Salvat        | Semifinalista             | Salvat                    | 14%                      | 25%                      | 25%                      | 25%                      |            |
| Scorpio   | Perill  | Perill º | Salvada | Perill   | Salvada  | Salvada  | Exempta        | Salvada | Salvada   | Salvada       | Semifinalista             | 37%                       |                          |                          |                          |                          |            |
| Clàudia   | Salvada | 48%      |         |          |          |          | 25%            | 52%     | Salvada   | 27%           |                           |                           |                          |                          |                          |                          |            |
| Joan      | Salvat  | Salvat   | Salvat  | Salvat   | 67%      | Salvat   | Exempt         | Perill  | 25%       |               |                           |                           |                          |                          |                          |                          |            |
| Estela    | Salvada | Favorita | 63%     | 56%º     | Salvada  | Salvada  | Exempta        | 48%     |           |               |                           |                           |                          |                          |                          |                          |            |
| Chung-Man | 20% º   | Perill   | Salvat  | Salvat   | 33%      |          | 20%            |         |           |               |                           |                           |                          |                          |                          |                          |            |
| Llum      | 25%     | 52%      | Salvada | 44%      |          |          | 6%             |         |           |               |                           |                           |                          |                          |                          |                          |            |
| Laura     | Salvada | Salvada  | 37%     |          |          |          | 4%             |         |           |               |                           |                           |                          |                          |                          |                          |            |
| Nerea     | 16%     |          |         |          |          |          | 11%            |         |           |               |                           |                           |                          |                          |                          |                          |            |
| Alvert    | 14%     |          |         |          |          |          | 1%             |         |           |               |                           |                           |                          |                          |                          |                          |            |
| Pep       | 13%     |          |         |          |          |          | 2%             |         |           |               |                           |                           |                          |                          |                          |                          |            |
| Looa      | 12%     |          |         |          |          |          | 2%             |         |           |               |                           |                           |                          |                          |                          |                          |            |

Gala normal:
º: Salvat però nominat a causa del «VAR musical»
*: Favorit/a que es converteix en semifinalista o finalista directament
     El concursant és a la «zona de perill», però salvat pels coaches
     El concursant és a la «zona de perill», però salvat de l'expulsió
     El concursant és a la «zona de perill» i expulsat
     El concursant és enviat a la cadira de favorit durant un període de la gala
     El concursant és el favorit de la gala en romandre a la cadira
     El concursant és enviat a la cadira de favorit durant un període de la gala, nominat pel «VAR musical» i salvat pels coaches
     El concursant es converteix en semifinalista, amb possibilitats d'esdevenir finalista
     El concursant se sotmet a una segona ronda de votacions per a convertir-se en finalista
     El concursant es converteix en finalista
     3a finalista
     2n finalista
     Guanyadora
Gala de repesca:
     El concursant no pot ser expulsat
     El concursant ha estat repescat
     El concursant ha estat dels quatre més votats a la repesca
     El concursant és candidat a la repesca

### Semifinalistes
La Mariona es va convertir en la primera semifinalista perquè va ser la favorita de la Gala 9, el segon semifinalista fou en Triquell favorit de la Gala 10. Seguidament, l'Scorpio, la Núria i l'Edu es van convertir en la tercera, quarta i cinquè semifinalista, i finalment en Pedro (després de salvar-se de l'expulsió contra la Clàudia) es va convertir en el sisè i darrer semifinalista.
Dels sis semifinalistes, en Triquell es va convertir en el primer finalista després de ser el favorit de la primera semifinal. En canvi, l'Scorpio va perdre el duel amb la Núria i es va convertir en la primera semifinalista expulsada, salvant-se la Núria amb possibilitat d'esdevenir finalista. La Mariona va ser salvada de la «zona de perill» pels coaches, i l'Edu i en Pedro pel jurat amb possibilitats de poder-se convertir en finalista a la segona semifinal.

### Finalistes
En Triquell es va convertir en el primer finalista perquè va ser el favorit de la primera semifinal. La Mariona va convertir-se en la segona finalista a la primera ronda de votacions de la segona semifinal. La Núria va ser elegida com a tercera i darrera finalista a la segona ronda de la segona semifinal. L'Edu va ser el segon semifinalista a ser expulsat i en Pedro el tercer i últim.

## Cançons

### Cançons en solitari
|               | Gala 1                                        | Gala 2                                               | Gala 3                                       | Gala 4                                            | Gala 5                           | Gala 6                                           | Gala 7 Repesca                         | Gala 8                                         | Gala 9                                                                 | Gala 10                                              | Gala 11 Primera Semifinal                       | Gala 12 Segona Semifinal                                                     | Gala Final                                                    |
| ------------- | --------------------------------------------- | ---------------------------------------------------- | -------------------------------------------- | ------------------------------------------------- | -------------------------------- | ------------------------------------------------ | -------------------------------------- | ---------------------------------------------- | ---------------------------------------------------------------------- | ---------------------------------------------------- | ----------------------------------------------- | ---------------------------------------------------------------------------- | ------------------------------------------------------------- |
| Mariona       | «T'estimo» de Belén Aguilera                  | «Drivers License» d'Olivia Rodrigo                   | «Bam bam» de Camila Cabello                  | «I drove all night» de Céline Dion                | «Cheap Thrills» de Sia           | «Me cuesta tanto olvidarte» de Mecano            |                                        | «Seré feliç (I Will Survive)» de Gloria Gaynor | «Crazy In Love» de Beyoncé amb Jay-Z                                   | «La plaça del diamant» de Ramon Muntaner             | «On aniré (How far I'll go)» de Disney (Vaiana) | «Amor particular» de Lluís Llach; «Believe» de Cher                          | «La mare» de Dyango; «Physical» de Dua Lipa                   |
| Triquell      | «Bad Guy» de Billie Eilish                    | «Jean Luc» d'Els Amics de les Arts                   | «Feelin' Good» de Michael Bublé              | «Si tothom calla» de Gertrudis                    | «Massa Bé» de Doctor Prats       | «Never gonna give you up» de Rick Astley         |                                        | «Enemy» d'Imagine Dragons                      | «Al vent» de Raimon                                                    | «Tobogan» de ZOO                                     | «Grace Kelly» de Mika                           | «With or without you» d'U2                                                   | «Pump It» de Black Eyed Peas; «Ull per ull» d'Adrià Puntí     |
| Núria         | «Io canto» de Laura Pausini                   | «Ain't Your Mama» de Jennifer Lopez                  | «The climb» de Miley Cyrus (català)          | «El vol de l'home ocell» de Sangtraït             | «So What» de Pink                | «Què volen aquesta gent?» de Maria del Mar Bonet |                                        | «My Head & My Heart» d'Ava Max                 | «Tu pots canviar-ho tot (Has de viure) (What a feeling)» de Flashdance | «Suerte» de Shakira                                  | «Only girl (In the world)» de Rihanna           | «Titanium» de Sia i David Guetta; «Sobreviviré» de Mónica Naranjo            | «Who You Are» de Jessie J; «Història repetida» de Núria Feliu |
| Pedro         | «Stay With Me» de Sam Smith (català)          | «You are the Reason» de Calum Scott                  | «No vull baixar» de Stay Homas               | «Save your tears» de The Weeknd                   | «País petit» de Lluís Llach      | «Dynamite» de BTS                                |                                        | «Falling» de Harry Styles                      | «Hentai» de Rosalía                                                    | «Break Free» d'Ariana Grande                         | «Tornarem» de Lax'n'busto                       | «Someone You Loved» de Lewis Capaldi; «Tudo bem»,de Stay Homas               |                                                               |
| Edu           | «Locked Out of Heaven» de Bruno Mars          | «Wake Me Up» d'Avicii                                | «Beggin» de Måneskin                         | «Vespre» d'Els Pets                               | «Volcans» de Buhos               | «Diamants» d'Els Catarres                        | «Everybody» de Backstreet Boys         | «El far del sud» de Sopa de Cabra              | «Bad Habits» d'Ed Sheeran                                              | «El seu gran hit» d'Els Amics de les Arts            | «Sex bomb» de Tom Jones                         | «El tren de mitjanit» de Sau; «Can't stop the feeling!» de Justin Timberlake |                                                               |
| Scorpio       | «Milionària» de Rosalía                       | «Easy On Me» d'Adele                                 | «In The Night» d'Oques Grasses               | «The Edge of Glory» de Lady Gaga                  | «Ya no quiero ná» de Lola Índigo | «Back to Black» d'Amy Winehouse                  |                                        | «Ay Mamá» de Rigoberta Bandini                 | «Bang Bang» de Jessie J, Ariana Grande i Nicki Minaj                   | «abcdefu» de Gayle                                   | «Fuego» d'Eleni Foureira                        |                                                                              |                                                               |
| Clàudia       | «La vida és bella» de Noa                     | «God is a Woman» d'Ariana Grande                     |                                              |                                                   |                                  |                                                  | «Beautiful» de Christina Aguilera      | «Ironic» d'Alanis Morissette                   | «Hold My Hand» de Lady Gaga                                            | «Stronger (What Doesn't Kill You)» de Kelly Clarkson |                                                 |                                                                              |                                                               |
| Joan          | «L'àguila negra» de Maria del Mar Bonet       | «Don't Be Shy» de Tiësto i Karol G                   | «Vaig aprendre» del musical El petit príncep | «It's a sin» de Pet Shop Boys                     | «Ho Tenim Tot» de Joan Dausà     | «I kissed a girl» de Katy Perry                  |                                        | «Disco Inferno» de The Trammps                 | «Sé que lluitaràs (World, hold on)» de Kate Ryan                       |                                                      |                                                 |                                                                              |                                                               |
| Estela        | «This is Me» de The Greatest Showman (català) | «It's raining men» de The Weather Girls              | «All About That Bass» de Meghan Trainor      | «Avui vull agrair» de Mónica Naranjo              | «Highway To Hell» d'AC/DC        | «The winner takes it all» d'ABBA                 |                                        | «Ara que tinc vint anys» de Joan Manuel Serrat |                                                                        |                                                      |                                                 |                                                                              |                                                               |
| Chung-Man     | «Stay» de Justin Bieber i The Kid Laroi       | «El cant de l'enyor» de Lluís Llach                  | «Escriurem» de Miki Núñez                    | «There's Nothing Holdin' Me Back» de Shawn Mendes | «All of Me» de John Legend       |                                                  | «La dels Manel» de Lildami             |                                                |                                                                        |                                                      |                                                 |                                                                              |                                                               |
| Llum          | «Like a Virgin» de Madonna                    | «Quina cua que tinc» de Super3                       | «Soy rebelde» de Jeanette                    | «Aviam que passa» de Rigoberta Bandini            |                                  |                                                  | «La La La» de Joan Manuel Serrat       |                                                |                                                                        |                                                      |                                                 |                                                                              |                                                               |
| Laura         | «Don’t Start Now» de Dua Lipa                 | «Sense tu» dels Teràpia de Shock                     | «Foc» de Roser                               |                                                   |                                  |                                                  | «Baby One More Time» de Britney Spears |                                                |                                                                        |                                                      |                                                 |                                                                              |                                                               |
| Nerea         | «Petar-ho» d'Oques Grasses                    |                                                      |                                              |                                                   |                                  |                                                  | «The Best» de Tina Turner              |                                                |                                                                        |                                                      |                                                 |                                                                              |                                                               |
| Alvert        | «Montero (Call Me by Your Name)» de Lil Nas X |                                                      |                                              |                                                   |                                  |                                                  | «La Festa Infinita» de Siderland       |                                                |                                                                        |                                                      |                                                 |                                                                              |                                                               |
| Pep           | «Compta amb mi» de Txarango                   |                                                      |                                              |                                                   |                                  |                                                  | «Tacones Rojos» de Sebastián Yatra     |                                                |                                                                        |                                                      |                                                 |                                                                              |                                                               |
| Looa          | «Don't Go Yet» de Camila Cabello              |                                                      |                                              |                                                   |                                  |                                                  | «Mafiosa» de Nathy Peluso              |                                                |                                                                        |                                                      |                                                 |                                                                              |                                                               |
| Grup convidat |                                               | «Mar el poder del Mar» de Delafé y las Flores Azules | «Eufòria» de Porto Bello                     | «Com dues gotes d'aigua» de Manu Guix             | «Pua» de Suu                     | «Un lloc que recordi» de Mishima                 | «De Lao» de Sexenni                    | «Carpe Diem» de Ramon Mirabet                  | «A poc a poc» de Doctor Prats                                          | «Queda't amb mi» de Joan Dausà i Riera               | «Vull saber de tu» de Ginestà                   | «Mr. Landlord» de The Excitements                                            | «Fascinados» i «Me llamo ABBA» de Sidonie                     |

### Cançons en parella
A la primera semifinal, la gala 11, els semifinalistes van haver de cantar un duet amb un dels seus companys, a més de la cançó que feien en solitari.
| Gala                      | Concursants      | Cançons                                           |
| ------------------------- | ---------------- | ------------------------------------------------- |
| Gala 11 Primera semifinal | Edu i Mariona    | «La gent que estimo» d'Oques Grasses i Rita Payés |
| Gala 11 Primera semifinal | Núria i Scorpio  | «Tell Him» de Barbara Streisand i Celine Dion     |
| Gala 11 Primera semifinal | Pedro i Triquell | «Under Pressure» de Queen i David Bowie           |

### Cançons grupals
| Gala           | Cançons |
| -------------- | --- |
| Gala 1         | Medley musical: «Music» de Madonna; «Don't Stop The Music» de Rihanna; «Músic de carrer» de Txarango; «Thank You For The Music» d'ABBA; «Let the Music Play» de Barry White; «Vine a la Festa» de Dagoll Dagom; «Can’t Stop the Music» de Village People |
| Gala 7 Repesca | «Don't stop believin'» de Journey |
| Gala final     | «Euphoria» de Loreen |

### Llengua de les cançons
|                                                 | Gala 1 | Gala 2 | Gala 3 | Gala 4 | Gala 5 | Gala 6 | Gala 7 Repesca | Gala 8 | Gala 9 | Gala 10 | Gala 11 Primera semifinal | Gala 12 Segona semifinal | Gala 12 Segona semifinal | Gala final | Gala final |
| ----------------------------------------------- | ------ | ------ | ------ | ------ | ------ | ------ | -------------- | ------ | ------ | ------- | ------------------------- | ------------------------ | ------------------------ | ---------- | ---------- |
| Mariona                                         |        |        |        |        |        |        |                |        |        |         |                           |                          |                          |            |            |
| Triquell                                        |        |        |        |        |        |        |                |        |        |         |                           |                          |                          |            |            |
| Núria                                           |        |        |        |        |        |        |                |        |        |         |                           |                          |                          |            |            |
| Pedro                                           |        |        |        |        |        |        |                |        |        |         |                           |                          |                          |            |            |
| Edu                                             |        |        |        |        |        |        |                |        |        |         |                           |                          |                          |            |            |
| Scorpio                                         |        |        |        |        |        |        |                |        |        |         |                           |                          |                          |            |            |
| Clàudia                                         |        |        |        |        |        |        |                |        |        |         |                           |                          |                          |            |            |
| Joan                                            |        |        |        |        |        |        |                |        |        |         |                           |                          |                          |            |            |
| Estela                                          |        |        |        |        |        |        |                |        |        |         |                           |                          |                          |            |            |
| Chung-Man                                       |        |        |        |        |        |        |                |        |        |         |                           |                          |                          |            |            |
| Llum                                            |        |        |        |        |        |        |                |        |        |         |                           |                          |                          |            |            |
| Laura                                           |        |        |        |        |        |        |                |        |        |         |                           |                          |                          |            |            |
| Nerea                                           |        |        |        |        |        |        |                |        |        |         |                           |                          |                          |            |            |
| Alvert                                          |        |        |        |        |        |        |                |        |        |         |                           |                          |                          |            |            |
| Pep                                             |        |        |        |        |        |        |                |        |        |         |                           |                          |                          |            |            |
| Looa                                            |        |        |        |        |        |        |                |        |        |         |                           |                          |                          |            |            |
| Cançó grupal                                    |        |        |        |        |        |        |                |        |        |         |                           |                          |                          |            |            |
| Artista convidat                                |        |        |        |        |        |        |                |        |        |         |                           |                          |                          |            |            |
| Cançons en parella (gala 11: primera semifinal) |        |        |        |        |        |        |                |        |        |         |                           |                          |                          |            |            |
| Edu i Mariona                                   |        |        |        |        |        |        |                |        |        |         |                           |                          |                          |            |            |
| Núria i Scorpio                                 |        |        |        |        |        |        |                |        |        |         |                           |                          |                          |            |            |
| Pedro i Triquell                                |        |        |        |        |        |        |                |        |        |         |                           |                          |                          |            |            |

     Català
     Anglès
     Català i anglès
     Castellà
     Castellà i anglès
     Italià
     Portugès, català, castellà i anglès
| Idioma                              | Cançons en solitari , en parella i grupals | Cançons en solitari , en parella i grupals | Cançons d'Artista convidat | Cançons d'Artista convidat | Cançons en Total | Cançons en Total |
| Idioma                              | N Cançons                                  | % Cançons                                  | N Cançons                  | % Cançons                  | N Cançons        | % Cançons        |
| ----------------------------------- | ------------------------------------------ | ------------------------------------------ | -------------------------- | -------------------------- | ---------------- | ---------------- |
| Anglès                              | 63                                         | 50%                                        | 2                          | 16,67%                     | 65               | 47,14%           |
| Català                              | 50                                         | 39,68%                                     | 6                          | 50%                        | 56               | 40,57%           |
| Castellà                            | 9                                          | 7,16%                                      | 3                          | 25%                        | 12               | 8,69%            |
| Italià                              | 1                                          | 0,79%                                      | --                         | --                         | 1                | 0,72%            |
| Castellà i anglès                   | 1                                          | 0,79%                                      | --                         | --                         | 1                | 0,72%            |
| Català i Anglès                     | 1                                          | 0,79%                                      | 1                          | 8,33%                      | 2                | 1,44%            |
| Portugès, català, castellà i anglès | 1                                          | 0,79%                                      | --                         | --                         | 1                | 0,72%            |
| Total                               | 126                                        | 100%                                       | 12                         | 100%                       | 138              | 100%             |

## Recepció

### Audiències televisives
L'estrena del programa, amb els càstings, va liderar l'horari de màxima audiència amb un 13,6 % de quota de pantalla. Va ser el segon programa més vist de la seva franja per darrere de Polònia. Aquest primer episodi va aconseguir un 30,4 % d'audiència en la franja d'edat entre 13-24 anys. Dos programes després, a la primera gala, aquesta xifra va augmentar fins al 38,7 %.
En la segona semifinal, el programa va ser el més vist en la franja de 4 a 12 anys amb un 75,3 % de quota, un fet sense precedents.
El programa de la final va ser la gala més vista, amb 472 000 espectadors i una quota de pantalla del 29,7 %. A més a més, va liderar en totes les franges d'edat: 4-12 anys (45,7 %), 13-24 anys (32,7 %), 25-44 anys (24,6 %), 45-64 (25,2 %) i de 65 i més (30,6 %).
| Episodi                     | Data original d'emissió | Espectadors | Quota de pantalla | Ref.                        |
| --------------------------- | ----------------------- | ----------- | ----------------- | --------------------------- |
| Els càstings                | 3 de març de 2022       | 250 000     | 13,6%             | [ 80 ] [ 81 ] [ 82 ]        |
| La selecció final           | 10 de març de 2022      | 196 000     | 10,7%             | [ 80 ] [ 83 ] [ 84 ] [ 85 ] |
| Gala 1                      | 18 de març de 2022      | 298 000     | 16,6%             | [ 80 ] [ 86 ] [ 87 ]        |
| Gala 2                      | 25 de març de 2022      | 353 000     | 18,3%             | [ 80 ] [ 88 ] [ 89 ]        |
| Gala 3                      | 1 d'abril de 2022       | 363 000     | 19,5%             | [ 80 ] [ 90 ] [ 91 ]        |
| Gala 4                      | 8 d'abril de 2022       | 324 000     | 17,8%             | [ 80 ] [ 92 ] [ 93 ]        |
| El camí cap a l'«Eufòria»   | 15 d'abril de 2022      | -           | 11,6%             | [ 80 ] [ 94 ]               |
| Gala 5                      | 22 d'abril de 2022      | 328 000     | 18,2%             | [ 80 ] [ 95 ] [ 96 ]        |
| Gala 6                      | 29 d'abril de 2022      | 316 000     | 18,5%             | [ 80 ] [ 97 ]               |
| Gala 7 (especial repesca)   | 6 de maig de 2022       | 311 000     | 18,5%             | [ 98 ] [ 99 ]               |
| Gala 8                      | 13 de maig de 2022      | 326 000     | 19,3%             | [ 80 ] [ 100 ]              |
| Gala 9                      | 20 de maig de 2022      | 300 000     | 17,9%             | [ 80 ] [ 101 ]              |
| Gala 10                     | 27 de maig de 2022      | 331 000     | 17,8%             | [ 80 ] [ 97 ]               |
| Gala 11 (Primera semifinal) | 3 de juny de 2022       | 326 000     | 20,8%             | [ 80 ] [ 102 ]              |
| Gala 12 (Segona semifinal)  | 10 de juny de 2022      | 398 000     | 25,7%             | [ 80 ] [ 103 ]              |
| Gala 13 (Gala final)        | 17 de juny de 2022      | 472 000     | 29,7%             | [ 80 ] [ 104 ] [ 105 ]      |
| La millor eufòria           | 24 de juny de 2022      | 285 000     | 17,0%             | [ 80 ] [ 106 ]              |
| Més enllà d'Eufòria         | 31 de desembre de 2022  | 214 000     | 10,3%             | [ 107 ]                     |
| Eufòria: el concert         | 6 de desembre de 2023   | 298 000     | 15,3%             | [ 108 ] [ 109 ]             |

### Audiències digitals
| Episodi                     | Data original d'emissió | Espectadors únics | Ref.    |
| --------------------------- | ----------------------- | ----------------- | ------- |
| Gala 1                      | 18 de març de 2022      |                   |         |
| Gala 2                      | 25 de març de 2022      |                   |         |
| Gala 3                      | 1 d'abril de 2022       |                   |         |
| Gala 4                      | 8 d'abril de 2022       |                   |         |
| Gala 5                      | 22 d'abril de 2022      |                   |         |
| Gala 6                      | 29 d'abril de 2022      |                   |         |
| Gala 7 (especial repesca)   | 6 de maig de 2022       |                   |         |
| Gala 8                      | 13 de maig de 2022      |                   |         |
| Gala 9                      | 20 de maig de 2022      |                   |         |
| Gala 10                     | 27 de maig de 2022      |                   |         |
| Gala 11 (Primera semifinal) | 3 de juny de 2022       | 19 239            | [ 110 ] |
| Gala 12 (Segona semifinal)  | 10 de juny de 2022      | 23 000            | [ 111 ] |
| Gala 13 (Gala final)        | 17 de juny de 2022      | 29 300            | [ 112 ] |